# پرولتارسکی (استان بلگورود)
پرولتارسکی (انگلیسی: Proletarsky, Belgorod Oblast) یک شهرک در بخش راکیتیانسکی استان بلگورود کشور روسیه است.